# John Kemp
John Kemp   (Wye, c. 1380 - Canterbury, 22 de març de 1454) fou un cardenal i arquebisbe catòlic anglès.

## Biografia
Fill de Thomas Kemp i Elizabeth Lewknor, va estudiar a Oxford i es va convertir en vicari general de l'arxidiòcesi de Canterbury i després ardiaca de Durham el 1416. Va ocupar diversos càrrecs a la cort anglesa.
Nomenat bisbe de Rochester el 21 de juny de 1419, va rebre la consagració episcopal el 3 de desembre següent a la catedral de Roan de mans de Louis d'Harcourt, arquebisbe de Roan. El 28 de febrer de 1421 va ser traslladat a la seu de Chichester. A partir del 17 de novembre de 1421 esdevingué bisbe de Londres, i a partir del 20 de juliol de 1425 ocupà l'arquebisbat de York. Va ser canceller del regne des de març de 1426 fins a febrer de 1432 i des de gener de 1450 fins a la seva mort. Sempre va donar suport a la causa de Lancaster contra la de York.
Va ser creat cardenal prevere pel papa Eugeni IV al consistori del 18 de desembre de 1439 i va rebre el títol cardenalici de Santa Balbina el 8 de gener de 1440. El 28 de juliol de 1452 va ser traslladat a la seu de Canterbury i al mateix temps va obtenir la títol de cardenal bisbe de Santa Rufina que, pro illa vice, fou separat del de Porto.
Va morir al palau de Lambeth a Canterbury el 22 de març de 1454 i va ser enterrat a la catedral de Canterbury.